# BBC
Британска радиодифузна корпорација (енгл. British Broadcasting Corporation), познатија под акронимом BBC или Би-Би-Си (енгл. BBC), британска је корпорација за емитовање радијског и телевизијског програма у свету. Са седиштем у Радиодифузној кући у Лондону, ово је најстарија национална радиодифузна станица на свету и највећа радиодифузна станица на свету по броју запослених, укупно запошљавајући преко 22.000 запослених, од којих је више од 19.000 у радиодифузији јавног сектора. Укупан број Би-Би-Сијеовог особља износи 35.402, укључујући особе запослене хонорарно, флексибилно и фиксно на одређено време. BBC је прва јавна, национална телевизија. Основана је под називом British Broadcasting Company („Британска радиодифузна компанија“), да би 1927. године, по пријему краљевског одобрења (енгл. Royal Charter), била преименована у British Broadcasting Corporation („Британска радиодифузна корпорација“) и тиме постала јавна телевизија коју финансирају грађани. BBC производи и емитује програм широм света на телевизији, радију и интернету. Главна мисија BBC-ја је: „Информисати, образовати и забавити гледаоце”. Део BBC-ја, „BBC светски сервис” је дуго година емитовао радио и интернет програме на српском језику. Због недостатка финансијских средстава, Влада Уједињеног Краљевства је у јануару 2011. године одлучила да укине програме на српском језику и још четири језика. 
Би-Би-Си је основан на основу Краљевске повеље и делује према споразуму са државним секретаром за дигитал, културу, медије и спорт. Његов рад се финансира углавном годишњом накнадом за телевизијску лиценцу која се наплаћује свим британским домаћинствима, компанијама и организацијама које користе било коју врсту опреме за пријем или снимање телевизијских емисија уживо и накнадно приказивање помоћу иПлајера. Накнаду утврђује британска влада у сагласности са парламентом, и користи се за финансирање Би-Ви-Сијевог радија, ТВ и онлајн услуга које покривају нације и регионе Велике Британије. Од 1. априла 2014. године, тим путем се финансира и Би-Би-Си светски сервис (покренут 1932. године као Би-Би-Си империјални сервис), који емитује програм на 28 језика и пружа свеобухватне ТВ, радио и мрежне услуге на арапском и персијском језику.
Отприлике четвртина прихода компаније долази од његове комерцијалне подружнице Би-Би-Си студији (раније Би-Би-Си широм света), која продаје програме и услуге Би-Би-Сија на међународном нивоу, а такође дистрибуира њихове међународне 24-часовне сервисе вести на енглеском језику Би-Би-Си ворлд њуз, и са BBC.com, што обезбеђује Би-Би-Ци глобал њуз Лтд. Године 2009, компанији је додељена Краљичина награда за предузетништво као признање за њена међународна достигнућа.
Од свог почетка, преко периода Другог светског рата (где су њихова емитовања помогла да се уједини нација), до популаризације телевизије у послератно доба након Другог светског рата и Интернета крајем 20. и почетком 21. века, Би-Би-Ци је играо истакнуту улогу у британском животу и култури. Ово предузеће је колоквијално познато и као The Beeb, Auntie или комбинација оба (као Auntie Beeb).